# Saccopharynx paucovertebratis
Saccopharynx paucovertebratis es el nombre científico de una especie de pez abisal perteneciente al género Saccopharynx. Es una especie batipelágica que habita  en la zona oriental del océano Atlántico, al oeste de Madeira. 